# اچ‌ام‌اس فورد (۱۸۵۴)
اچ‌ام‌اس فورد (۱۸۵۴) (به انگلیسی: HMS Falcon (1854)) یک کشتی بود که طول آن ۱۶۰ فوت (۴۹ متر) بود. این کشتی در سال ۱۸۵۸ ساخته شد.